# Laudulfo di Évreux
Laudulfo di Évreux o Landolfo (... – VI secolo) è stato un santo romano.
Uno dei primi vescovi di Évreux in Normandia, svolse la sua attività evangelizzatrice verso la fine del secolo VI.
Secondo la tradizione fu colui che scoprì il corpo di san Taurino, primo vescovo di Évreux, e fece costruire nel luogo del ritrovamento un primo oratorio che venne però distrutto nel secolo IX durante l'invasione dei Normanni. Dopo il Trattato di Saint-Clair-sur-Epte, sul luogo del piccolo oratorio venne costruita un'abbazia che fu intitolata a san Taurino. È venerato come santo dalla Chiesa cattolica e celebrato il 13 agosto.